# Manelyk González
Manelyk González Barrera (Ciudad de México, 12 de enero de 1990) es una personalidad de televisión, influencer, actriz, modelo y empresaria mexicana, conocida por haber participado en Acapulco Shore de MTV Latinoamérica. Es conocida como La Reina de los Reality Shows en Latinoamérica. Aparte de su faceta en realities, está lanzando su carrera como actriz.

## Carrera profesional
Saltó a la fama tras participar en la primera temporada del reality show de MTV, Acapulco Shore que se transmitió por primera vez en 2014, siendo parte de las primeras siete temporadas de dicho programa y la participante más famosa del formato. 
En 2016 firmó contrato con MTV España para participar en Super Shore. En junio, Manelyk fue confirmada para la segunda temporada del programa, juntamente con sus colegas de la primera temporada, teniendo su estreno en octubre del mismo año y llegando a su fin en enero de 2017.
Aprovechando la fama que le dejó el proyecto, González aceptó posar para Playboy así mismo se lanzó como cantante pero su carrera dentro de la industria musical no despegó; no obstante, los pocos sencillos que lanzó se convirtieron en un referente para la comunidad LGBT.
En 2019, Manelyk participó en Resistiré, un reality show chileno coproducido y transmitido por Mega, Azteca 7, MTV Latinoamérica y MTV España. La premisa del concurso consistía en reunir a un grupo de personas que tendrían que sobrevivir a situaciones extremas y superar las posibles tentaciones que esto implique, para así ganar el millonario premio final. Mane tuvo una notoria participación en dicho reality pues a pesar de no haber ganado, llegó hasta la final y fue Mario Sepúlveda quien se llevó el premio.
En 2020, durante su estancia dentro de Acapulco shore, la influencer logró destacar gracias a sus constantes peleas y personalidad extrovertida.  En una entrevista para el programa El minuto que cambió mi destino, la influencer reveló que las peleas en Acapulco Shore se salieron de control y que gracias a lo controversial de ellas recibió amenazas de muerte fuera del reality. 
En octubre de 2020, protagonizó un programa llamado MAWY: del antro al campo de MTV, a su vez también condujo un programa  por el mismo canal "amantes o farsantes".
En 2021, Manelyk se convirtió en una de las concursantes de la primera Temporada de La casa de los famososde Telemundo, entrando 1 mes después de haber comenzado la temporada, supliendo a una concursante que salió del reality, donde luego de cinco nominaciones, haciendo excelente dupla con Alicia Machado y luego de 55 días de aislamiento, se convirtió en la subcampeona del programa.
En 2022, participó en el programa de baile "Las Estrellas Bailan en Hoy" de Televisa, pero tuvo que abandonar el programa, tiempo después, volvió a participar en el mismo programa quedando en segundo lugar.
En 2023, participó el programa Los 50de Telemundo, fue eliminada 2 veces, la segunda eliminación fue la eliminada #39.
En 2024, participó en ¿Quién es la Máscara? De Las Estrellas en su sexta Temporada, su personaje fue "Dale Dale" y fue la octava Eliminada.
En 2025, volvió a participar en el reality, La casa de los famosos, en su edición, All Stars de Telemundo, donde fue la elegida para realizar un intercambio con La casa de los famosos Colombia de RCN, volvió a la casa de Telemundo, luego de 6 días en Colombia y llevando 98 días de aislamiento, se convirtió en la decimocuarta eliminada.
También en 2025 veremos su debut en la actuación en la serie de televisión, El Capo en su Cuarta Temporada, interpretando al personaje, Manuela.

## Emprendimiento
González ha logrado ser una de las estrellas de televisión que trasciende de la pantalla y la fama al mundo empresarial, ya que cuenta con su propia línea para el cuidado de la piel. Al día de hoy cuenta con su propia línea de fajas reductoras, su propia línea de Skin care, trajes de baño, Además de contar con diferentes fuentes de ingresos de dinero debido al éxito en redes sociales y los millones de seguidores.

## Vida personal
A principios de 2017, su expareja David García Ramírez fue acusado de asesinato y su vinculación con la influencer la perjudicó. González habló públicamente sobre las acusaciones y aseguró que ya no tenía contacto con el hombre y que su relación había terminado 5 años antes. Mantuvo una relación intermitente con su compañero de Acapulco Shore Jawy Méndez, a finales de 2017 anunciaron su noviazgo, el cual dieron por terminado un año más tarde. En julio de 2019, Méndez confirmó que habían retomado su noviazgo, comprometiéndose en enero de 2021, sin embargo, en septiembre la pareja finalizó su relación.

## Filmografía
| Año            | Nombre                                            | Rol        | Notas                                               |
| -------------- | ------------------------------------------------- | ---------- | --------------------------------------------------- |
| 2014–2020      | Acapulco Shore                                    | Ella misma | Reparto principal (temporada 1-7); 81 episodios     |
| 2016           | Super Shore                                       | Ella misma | Reparto principal (temporadas 1-2); 26 episodios    |
| 2017           | Acapulco Shore: Placer Sin Culpa                  | Ella misma | Especial de televisión; 4 episodios                 |
| 2018–2019      | Acaplay                                           | Ella misma | Especial de televisión; 12 episodios                |
| 2018           | MTV Millennial Awards 2018                        | Ella misma | Presentadora Digital                                |
| 2019           | RE$I$TIRÉ                                         | Ella misma | 13.ª eliminada / finalista eliminada; 95 episodios  |
| 2019           | True Love or True Lies?: Amantes o farsantes      | Ella misma | Comentarista; 12 episodios                          |
| 2020           | Mawy: Diario de una convivencia                   | Ella misma | Reparto principal; 8 episodios                      |
| 2020           | Acapulco Shore: Placer Sin Culpa                  | Ella misma | Especial de televisión; 6 episodios                 |
| 2020           | Mawy: Del Antro al Campo                          | Ella misma | Reparto principal; 8 episodios                      |
| 2021 2023–2024 | La casa de los famosos                            | Ella misma | Subcampeona (temporada 1) Panelista (temporada 3–4) |
| 2022           | Las Estrellas Bailan en Hoy                       | Ella misma | Concursante junto a Carlos Speitzer; Abandona       |
| 2022           | Las Estrellas Bailan en Hoy: Campeón de Campeones | Ella misma | Concursante junto a “Potro” Caballero; subcampeones |
| 2023           | Los 50                                            | Ella misma | 39.ª eliminada                                      |
| 2024           | ¿Quién es la máscara?                             | Dale Dale  | 8.ª eliminada                                       |
| 2025           | La casa de los famosos All-Stars                  | Ella misma | 14.ª eliminada                                      |
| 2025           | La casa de los famosos Colombia                   | Ella misma | Concursante de intercambio                          |
| 2025           | El Capo                                           | Manuela    | TBA (temporada 4)                                   |

## Premios y reconocimientos
| Año  | Premio                  | Categoría                     | Trabajo                | Resultado | Ref.   |
| ---- | ----------------------- | ----------------------------- | ---------------------- | --------- | ------ |
| 2015 | Premios MTV Miaw        | Mami Acashore                 | Acapulco Shore         | Ganadora  | [ 21 ] |
| 2016 | Premios MTV Miaw        | Mami Acashore                 | Acapulco Shore         | Ganadora  | [ 22 ] |
| 2016 | Premios MTV Miaw        | Instacrush                    | Ella misma             | Nominada  | [ 23 ] |
| 2017 | Premios MTV Miaw        | Mami Acashore                 | Acapulco Shore         | Ganadora  | [ 24 ] |
| 2019 | Premios MTV Miaw        | Instagramer nivel dios México | Ella misma             | Nominada  | [ 25 ] |
| 2019 | Premios MTV Miaw        | Instacrush                    | Ella misma             | Nominada  | [ 26 ] |
| 2022 | Socialiteen Awards 2022 | Destacada del año             | La casa de los famosos | Ganadora  | [ 27 ] |
| 2022 | Premios MTV Miaw        | Realeza del reality           | La casa de los famosos | Ganadora  | [ 28 ] |
| 2023 | Premios Juventud        | Quiero más                    | Ella misma             | Nominada  | [ 29 ] |